# Therme Eins
Koordinaten: 48° 21′ 16″ N, 13° 18′ 47″ O
Die Therme Eins ist ein Thermalbad in Bad Füssing im Rottaler Bäderdreieck.

## Überblick
Die Therme Eins ist ein deutscher Heilbadebetrieb mit Saunalandschaft. In dieser befinden sich 12 Thermalbadebecken mit unterschiedlichen Wasserattraktionen, wie Sprudelbecken, Wasserfälle und Massagestraßen, bei Wassertemperaturen von 30 bis 42 °C. Des Weiteren gibt es zwei Dampfbäder mit wechselnden Düften. Ein Gesundheitszentrum mit Arztpraxis, Physikalischer Abteilung und Wellness  sowie ein gastronomischer Bereich vervollständigt das Angebot. 
Der Saunahof, ein original Rottaler Vierseithof aus dem 18. Jahrhundert, besteht aus vier Gebäudeteilen, Stall, Stadl, Troadkasten und Wohnhaus. Dort sind 7 verschiedene Saunen und ein römisches Dampfbad untergebracht.